# Province de Boulemane
La province de Boulemane (en tamazight ⴱⵓⵍⵎⴰⵏ, en arabe : بو لمان) est une subdivision à dominante rurale de la région marocaine de Fès-Meknès. Son chef-lieu est Missour.

## Géographie

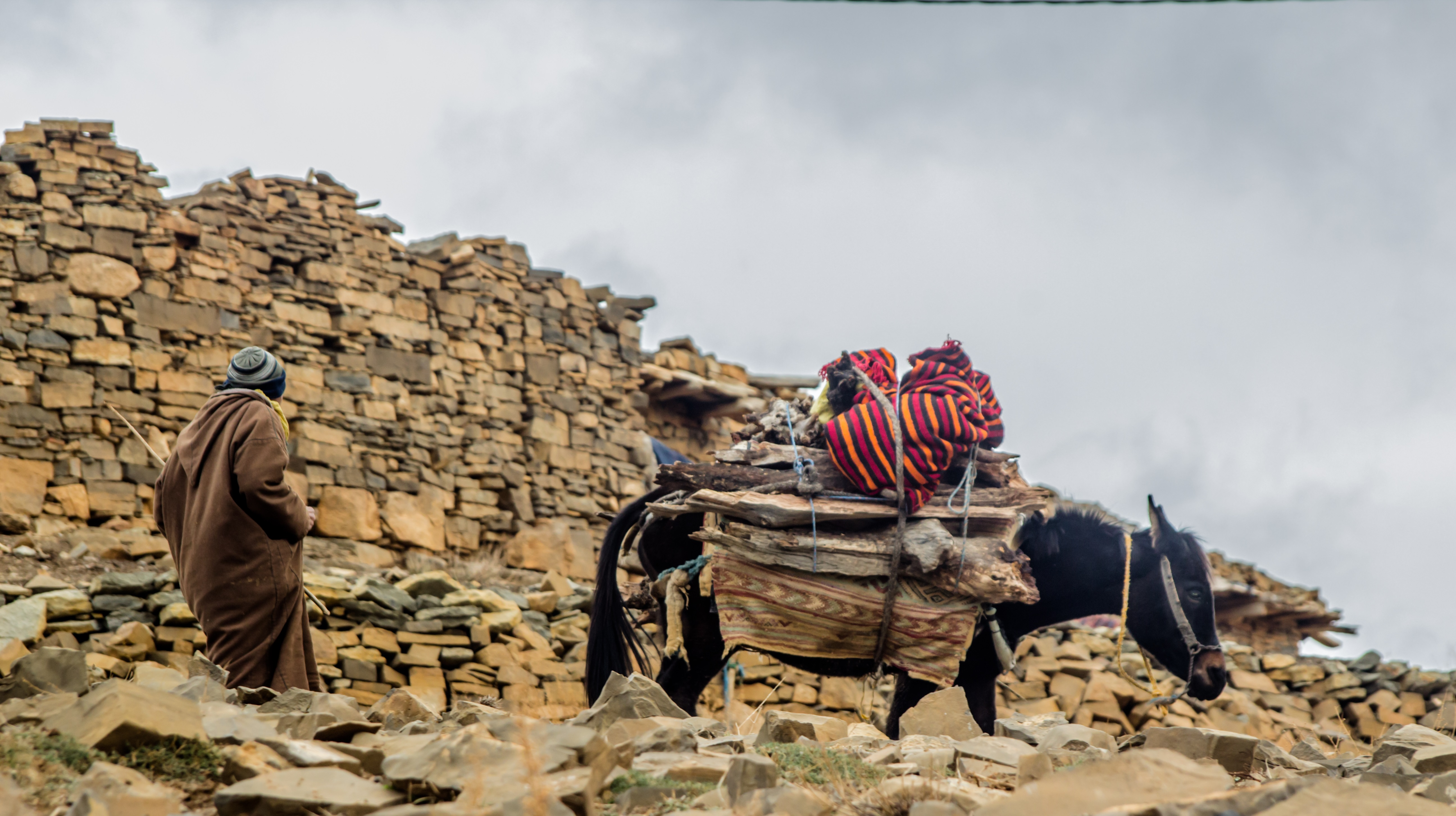
Village de Lamsareh.

## Démographie
| 161 622                                               | 185 110 | 194 970 |
| 1994, 2004 : recensement officiel ; 2010 : estimation |         |         |

## Administration et politique

### Découpage territorial
Selon le découpage territorial de 2008, la province de Boulemane est composée de 21 communes, dont 4 communes urbaines (ou municipalités) : Boulemane, Missour, Outat El Haj et Imouzzer Marmoucha.
Les 17 communes rurales restantes sont rattachées à 8 caïdats, eux-mêmes rattachés à 3 cercles :
- cercle de Boulemane :
  - caïdat de Boulemane : Guigou, Serghina et Enjil,
  - caïdat de Marmoucha : Aït El Mane, Aït Bazza, Almis Marmoucha et Talzemt,
  - caïdat de Skoura : El Mers et Skoura M'Daz ;
- cercle de Missour : 
  - caïdat de ksabi : Ksabi Moulouya,
  - caïdat de Missour : Ouizeght et Sidi Boutayeb ;
- cercle d'Outat El Haj :
- caïdat de Oulad Ali : Oulad Ali Youssef,
- caïdat d'Outat El Haj : El Orjane, Tissaf et Ermila,
- caïdat de Tendite : Fritissa.
- cercle marmoucha :

Cinq de ses localités sont considérées comme des villes : les municipalités de Boulemane, de Missour, d'Outat El Haj et d'Imouzzer Marmoucha, et le centre urbain de la commune rurale de Guigou.